# Jaroslav Marek (politik)
Jaroslav Marek (22. října 1874 Komárov – 20. prosince 1945 Plzeň) byl československý politik a meziválečný poslanec Národního shromáždění za Československou sociálně demokratickou stranu dělnickou.

## Život
Narodil se v Komárově rodičům Františku a Barboře Markovým. Otec byl profesí slévač v Komárovských železárnách. Základní školu a technickou školu při železárnách absolvoval v Komarově. Vyučil se soustružníkem. Od roku 1899 byl zaměstnán v dílnách státních drah. Jako soustružník pracoval v železářství, v dílně v Lounech, později byl jmenován vedoucím dílny v Táboře. Po roce 1911 byl železničním úředníkem v Přerově; po roce 1925 se stal ředitelem Západočeské lidové spořitelny v Plzni.
Politicky aktivní byl již za Rakouska-Uherska. Od roku 1900 byl členem a funkcionářem sociální demokracie. Ve volbách do Říšské rady roku 1911 se stal za sociální demokraty poslancem Říšské rady (celostátní parlament), kam byl zvolen za český okrsek Morava 08. Usedl do poslanecké frakce Klub českých sociálních demokratů. Ve vídeňském parlamentu setrval do zániku monarchie.
V říjnu 1918 patřil mezi hlavní postavy převratu a vyhlášení republiky v Přerově. Stal se pak místopředsedou okresního národního výboru. Byl členem městské rady v Přerově.
V letech 1918-1920 zasedal za Československou sociálně demokratickou stranu dělnickou v československém Revolučním národním shromáždění. V parlamentních volbách v roce 1920 získal poslanecké křeslo v Národním shromáždění. Podle údajů k roku 1920 byl profesí železničním zřízencem v Prešově.
V období let 1924–1926 byl generálním tajemníkem Československé sociálně demokratické strany dělnické.